# Juego de las Estrellas de la Liga Nacional de Básquet 2010
El Juego de las Estrellas de la LNB de 2010 se disputó en la ciudad de Mar del Plata el 26 de enero de 2010, en el Polideportivo Islas Malvinas. Fue la 22.ª edición del Juego de las Estrellas de la LNB.

## Juego de las Estrellas
Los planteles para el Juego de las Estrellas se eligieron a partir de una votación popular donde se seleccionaron, un combinado de 12 jugadores nacionales nacidos antes del 31 de diciembre de 1992 y otro de 12 extranjeros, eligiendo por un lado los quintetos iniciales y por el otro los suplentes, así como los entrenadores. El partido tuvo una duración de 4 cuartos de 8 minutos cada uno y cada etapa contó con un tiempo muerto de 60 segundos.
| Pos.                                    | Jugador                                 | Equipo                                  | N.º de Juegos de las Estrellas | Votos totales    |
| Quinteto inicial                        | Quinteto inicial                        | Quinteto inicial                        | Quinteto inicial               | Quinteto inicial |
| --------------------------------------- | --------------------------------------- | --------------------------------------- | ------------------------------ | ---------------- |
| B                                       | Lucas Victoriano                        | Lanús                                   | 2                              | 2.784            |
| E                                       | Juan Espil                              | Obras Sanitarias                        | 6                              | 2.824            |
| A                                       | Marcos Mata (*)                         | Regatas de Corrientes                   | 1                              | 2.031            |
| AP                                      | Leonardo Gutiérrez                      | Peñarol de Mar del Plata                | 10                             | 4.208            |
| P                                       | Román González                          | Quimsa                                  |                                | 4.233            |
| Suplentes                               |                                         |                                         |                                |                  |
| B                                       | Pablo Sebastián Rodríguez               | Peñarol de Mar del Plata                | 5                              | 1.817            |
| B                                       | Bruno Lábaque                           | Obras Sanitarias                        | 6                              | 1.272            |
| E                                       | Julio Mazzaro                           | Quimsa                                  | 6                              | 2.148            |
| A                                       | Juan Manuel Locatelli                   | Atenas de Córdoba                       | 7                              | 1.229            |
| AP                                      | Andrés Pelussi                          | Libertad de Sunchales                   |                                | 1.997            |
| AP                                      | Diego Lo Grippo                         | Atenas de Córdoba                       | 2                              | 1.509            |
| P                                       | Rubén Wolkowyski                        | Club Deportivo Libertad                 |                                | 1.729            |
| P                                       | Diego Osella                            | Atenas de Córdoba                       | 15                             | 1.251            |
| Entrenador: Carlos Romano (Quimsa) (**) | Entrenador: Carlos Romano (Quimsa) (**) | Entrenador: Carlos Romano (Quimsa) (**) |                                | 2.129            |

| Pos.                                                    | Jugador                                                 | Equipo                                                  | N.º de Juegos de las Estrellas | Votos totales    |
| Quinteto inicial                                        | Quinteto inicial                                        | Quinteto inicial                                        | Quinteto inicial               | Quinteto inicial |
| ------------------------------------------------------- | ------------------------------------------------------- | ------------------------------------------------------- | ------------------------------ | ---------------- |
| B                                                       | Andre Laws                                              | Atenas de Córdoba                                       |                                | 9.886            |
| E                                                       | David Jackson                                           | Club La Unión                                           | 1                              | 1.940            |
| A                                                       | Laron Profit                                            | Libertad de Sunchales                                   |                                | 3.117            |
| AP                                                      | Jamaal Levy (***)                                       | Lanús                                                   |                                | 2.338            |
| P                                                       | Derrick Alston                                          | Club Ciclista Olímpico                                  | 1                              | 3.371            |
| Suplentes                                               |                                                         |                                                         |                                |                  |
| B                                                       | Andre Smith                                             | Estudiantes BB                                          |                                | 1.940            |
| B                                                       | Robert Mc Kiver                                         | Quilmes de Mar del Plata                                |                                | Invitado         |
| E                                                       | Cedric Moodie                                           | Boca Juniors                                            |                                | 2.713            |
| A                                                       | Cleotis Brown                                           | Libertad de Sunchales                                   |                                | 2.796            |
| A                                                       | Maurice Spillers                                        | Obras Sanitarias                                        |                                | 2.180            |
| AP                                                      | Clarence Robinson                                       | Centro Juventud Sionista                                |                                | 2.201            |
| AP                                                      | Jason Osborne                                           | Club La Unión                                           |                                | 1.989            |
| P                                                       | Djibril Kanté                                           | Atenas de Córdoba                                       |                                | 3.165            |
| Entrenador: Sergio Hernández (Peñarol de Mar del Plata) | Entrenador: Sergio Hernández (Peñarol de Mar del Plata) | Entrenador: Sergio Hernández (Peñarol de Mar del Plata) | 7                              | 2.689            |

- (*): En reemplazo de Federico Kammerichs.
- (**): En reemplazo de Rubén Magnano.
- (***): En reemplazo de  Brice Assie.

| 26 de enero de 2010 | Nacionales                                                                               | 84–81                | Extranjeros                                                          | |  |
|                     | Parciales: 18-17, 31-22, 17-24, 18-18                                                    |                      |                                                                      | |  |
|                     | Estadísticas Juan Manuel Locatelli (25) Andrés Pelussi (7) Pablo Sebastián Rodríguez (5) | Reporte Pts Reb Asts | Estadísticas David Jackson (16) Derrick Alston (7) Cedric Moodie (3) | Pabellón: Polideportivo Islas Malvinas, Mar del Plata Asistencia: 14.000 espectadores Árbitros: Alejandro Chiti, Daniel Rodrigo y Roberto Smith Televisión: TyC Sports |  |

## Torneo de Triples Fargo
El torneo de triples reunió a los siete jugadores con mejor porcentaje de triples de la liga 2009/10, más el campeón de las últimas tres ediciones, Leandro Masieri. En esta edición se quedó con el título Juan Espil.
| Pos. | Jugador               | Equipo                      | % Triples              | 1ª ronda | Semifinal | Ronda final |
| ---- | --------------------- | --------------------------- | ---------------------- | -------- | --------- | ----------- |
| E    | David Jackson         | Club La Unión               | 46.5%                  | 10       | 11        | -           |
| E    | Leonel Schattmann     | Club La Unión               | 45.2%                  | 9        | -         | -           |
| E    | Juan Espil            | Obras Sanitarias            | 41.4%                  | 10       | 14        | 19          |
| B    | Sebastián Ginóbili    | Libertad de Sunchales       | 39.8%                  | 8        | -         | -           |
| E    | Fernando Funes        | Club Central Entrerriano    | 38.3%                  | 15       | 14        | 16          |
| E    | Cedric Moodie (*)     | Boca Juniors                | 36.6%                  | 7        | -         | -           |
| E    | Emiliano Agostino (*) | Estudiantes de Bahía Blanca | 36.6%                  | 8        | -         | -           |
| A    | Leandro Masieri       | Centro Juventud Sionista    | 35.6% (Último campeón) | -        | 11        | -           |

(*): En reemplazo de Pablo Sebastián Rodríguez (42.5%) y Leonardo Gutiérrez (38.8%) que participaban en la Liga de las Américas 2009-10 con Peñarol de Mar del Plata.

## Torneo de Volcadas Nadir
El Torneo de Volcadas se desarrolló en tres rondas, con 6 participantes de la liga que decidieron postularse, junto a Dragan Capitanich, el último campeón. Los cuatro mejores de la primera ronda clasificaron a la semifinal y los dos mejores de esa instancia a la final, coronándose como campeón en esta ocasión Alan Omar. El puntaje de cada volcada fue establecido por un jurado conformado por Luis Villar, Carlos Romano, Lucas Victoriano, Oscár Sánchez y Sergio Hernández.
| Pos. | Jugador           | Equipo                    | 1ª ronda   | 1ª ronda   | 1ª ronda | Semifinal  | Semifinal  | Semifinal | Ronda Final | Ronda Final | Ronda Final |
| Pos. | Jugador           | Equipo                    | 1ª volcada | 2ª volcada | Total    | 1ª volcada | 2ª volcada | Total     | 1ª volcada  | 2ª volcada  | Total       |
| ---- | ----------------- | ------------------------- | ---------- | ---------- | -------- | ---------- | ---------- | --------- | ----------- | ----------- | ----------- |
| A    | Bruno Zanotti     | Regatas de Corrientes     | 44         | 39         | 83       | 40         | 41         | 81        | -           | -           | -           |
| AP   | Rubén Insaurralde | Hindú Club de Resistencia | 36         | 25         | 61       | -          | -          | -         | -           | -           | -           |
| B    | Germán Abasto     | Atlético Brown            | 38         | 42         | 80       | -          | -          | -         | -           | -           | -           |
| AP   | Mariano Fierro    | Boca Juniors              | 35         | 44         | 79       | -          | -          | -         | -           | -           | -           |
| P    | James Williams    | Unión de Sunchales        | 40         | 46         | 86       | 40         | 25         | 65        | -           | -           | -           |
| B    | Dragan Capitanich | Quilmes de Mar del Plata  | -          | -          | -        | 47         | 49         | 96        | 25          | -           | 25          |
| P    | Alan Omar         | Obras Sanitarias          | 43         | 48         | 91       | 42         | 50         | 92        | 46          | 46          | 92          |

## Carrera de habilidades Weber
La Carrera de Habilidades consistió de una competencia contrarreloj con distintas estaciones en las que el jugador debe demostrar sus destrezas. En esta edición se realizó con un total de 8 estaciones y el jugador Nicolás De Los Santos se coronó campeón con un tiempo de 30 segundos.
| Sebastián Festa       | Gimnasia y Esgrima de Villa del Parque  | 31'' | 31'' | 31'' |
| Nicolás De Los Santos | Gimnasia y Esgrima (Comodoro Rivadavia) | 35'' | 28'' | 30'' |
| Andrés Lopresti       | Los Indios de Moreno                    | 42'' | 32'' | -    |
| Juan Pablo Cantero    | Atenas de Córdoba                       | 35'' | 32'' | -    |

## Tiro de las Estrellas Open Sports
El Tiro de las Estrellas, consistió en una competencia contrarreloj, disputada por cuatro tríos, cada uno de ellos integrado por un jugador actual de la liga, una leyenda, y una jugadora actual de la selección de baloncesto femenina. En esta ocasión logró el título el trío conformado por Julio Mazzaro, Héctor Campana y Paula Reggiardo.
| Pos. | Jugador           | Equipo           | Pos. | Leyenda           | Pos. | Selección Femenina | Equipo              | 1ª ronda | 2ª ronda | Ronda final | Desempate |
| ---- | ----------------- | ---------------- | ---- | ----------------- | ---- | ------------------ | ------------------- | -------- | -------- | ----------- | --------- |
| B    | Lucas Victoriano  | Lanús            |      | Carlos Romano     | AP   | Paula Reggiardo    | Vélez Sarsfield     | 33''     | 42''     | -           | -         |
| E    | Cedric Moodie     | Boca Juniors     | E    | Ariel Bernardini  | B    | Marcela Paoletta   | Unión Vecinal Munro | 57''     | 36''     | -           | -         |
| E    | Julio Mazzaro     | Quimsa           | E    | Héctor Campana    | A    | Verónica Soberón   | Unión Florida       | 36''     | 27''     | 46''        | 14''      |
| P    | Gabriel Fernández | Obras Sanitarias | B    | Marcelo Milanesio | A    | Marina Cava        | Vélez Sarsfield     | 47''     | 19''     | 46''        | 24''      |